# Baltinglass Abbey
Baltinglass Abbey (irisch Mainistir Bhealach Conglais, Vallis Salutis) ist eine ehemalige Zisterziensermönchsabtei im County Wicklow in der heutigen Republik Irland. Sie liegt in Baltinglass am Austritt des River Slaney in die Ebene nördlich des Orts.

## Geschichte
Das Kloster wurde 1148 von Dermot McMurrough, dem König von Leinster, als Tochterkloster von Mellifont Abbey gestiftet und gehörte damit der Filiation der Primarabtei Clairvaux an. Die Klosterbauten und die Kirche wurden relativ schnell errichtet. 1185 sprach sich der Abt von Baltinglass, Albin O’Mulloy (später Bischof von Ferns), gegen den aus England und Wales gekommenen Klerus aus. Auch nach der anglo-normannischen Invasion behielt die Abtei einen ausgeprägt irischen Charakter. Sie nahm an der Verschwörung von Mellifont (Conspiracy of Mellifont) teil. Infolgedessen wurde 1227 der Abt Malachy abgesetzt und die Abtei wurde dem englischen Kloster Furness unterstellt. Der aus England gekommene neue Abt wurde von den Mönchen vertrieben. Dem Vorgang folgte eine bewaffnete Intervention von anglonormannischer Seite. Der Cellerar wurde nach Fountains Abbey verbannt. 1228 zählte das Kloster 36 Mönche und 50 Konverten. Einer der folgenden Äbte ließ ein „Tower house“ errichten. Die wohlhabende Abtei fiel der ersten Klosterauflösung der Tudorzeit in den Jahren 1536/1537 zum Opfer. Anschließend wurde die Kirche den Protestanten übergeben und das „Tower house“ kam an die Familie FitzEustache (später Viscount Baltinglass), wurde jedoch nach der Rebellion von 1580 abgebrochen. 1587 wurde an seiner Stelle ein neues Haus errichtet, das 1882 abgebrochen wurde. 1830 wurde ein quadratischer Turm an der Kirche errichtet. 1883 wurde die Abteikirche nach Errichtung einer neuen Kirche aufgegeben, sie blieb aber erhalten. Die Klostergebäude sind abgegangen.

## Bauten und Anlage
Die mit Skulpturen reich versehene Klosterkirche gilt als eines der besten Beispiele romanischer Architektur in Irland, jedoch bilden die Ostfenster des Chors schon eine spitzbogige Dreifenstergruppe, wie europaweit in der Frühgotik beliebt. Die Arkaden sind nur im östlichsten Joch rundbogig, ansonsten spitzbogig, das passt zur Gotik, kommt aber seit Cluny III auch schon in der Romanik vor. Anscheinend hatten Mittelschiff und Seitenschiffe immer nur hölzerne Decken, sodass gemauerte Gewölbeformen für die Stilzuordnung fehlen. Mit Pontigny in der Nähe des Erzbischofssitzes Sens hatte eine Zisterzienserabtei von Anfang an der Entstehung der Gotik um 1140 im französischen Kronland teilgenommen.
Der Chorgiebel lässt erkennen, dass das Dach dort der erhaltenen Oberkante der Arkaden aufsaß. Die Rundbögen waren wohl Anschlüsse eine Querhauses. Weiter westlich lassen die Arkaden die stark abschüssigen Sohlbänke von Obergaden erkennen. Die Araden waren also bei der intakten Kirche höher und im Bereich der Spitzbogenarkaden die Kirche eine Basilika.
Die Arkade des Langhauses weist abwechselnd zylindrische und quadratische Stützen auf. Die vom „Meister von Baltinglass“ (anschließend in Jerpoint Abbey tätig) geschaffenen Basen sind mit ungewöhnlichen Mustern geschmückt. Auch eine Reihe von Fliesen sind erhalten. Im Presbyterium der Kirche sind die Sedilien erhalten.